# 政治神学
政治神学（Political theology）是政治哲学和实践神学的一个分支，它的神学观念和思维方式中包含政治、社会、经济和文化等。

## 政治神學概論
古典的「政治神學」一般指涉教會神學的政治論述。從教會的起首，很多神學思想都涉及政治的方面——從保罗、特土良、奧古斯丁、約阿辛到奧康、理查德·胡克。相關的代表作有：奧古斯丁《上帝之城》、理查德·胡克《論教會法》、库萨的尼各老《大公的協致》。這種傳統的論述，一直延伸至第二次世界大戰的時期，其時的代表人物有田立克和尼布爾等。
直到二十世紀六十年代，有關「政治神學」的論述起了新的關注點和重大的轉捩點，隨著馬克思主義的崛起，這思潮下的「政治神學」轉以社會批判作為其神學思想的參照點，其中的代表人物有默茨（Johann Baptist Metz）和莫特曼等。
發展至八十年代，關於「政治神學」的論述又有了新的轉向。這種形式的「政治神學」擺脫以教會的場景作參照的背景，專注在政治哲學、文化批判、法理學等議題之中。德國政治哲學家、法理學家施米特的《政治的神學》（Politische Theologie, 1922）堪稱為這種「政治學」的現代經典。

## 代表人物

### 奧古斯丁的政治神學
奧古斯丁（354年—430年）的政治神學思想主要反映於其著作《上帝之城》之中人，部份亦反映於其就任北非希坡主教其間的政治立場。
在《上帝之城》一書中奧古斯丁嘗試藉著描寫「上帝之城」與「世人之城」的分別　—　前者建基於上帝的愛及為上帝捨己的精神；後者建立於一種輕視上帝的自愛　—　藉以帶出了一種結合了政治和神學的思想。事實上奧古斯丁的政治觀並不著眼於政治體制，而是則重於靈魂的平安，而教會在國家中主要的職責是教道人民遵分辨善惡和遵行上帝的律法，當中包括了上帝律法中的社會倫理關係　—　這些都是達至真正平安的條件。簡單而言，奧古斯丁的政治神學強調教會在教導領袖和人遵行上帝的律法，藉著實踐建基於上帝的愛的公義，為人民帶來真正幸福。
奧古斯丁的政治神學思想主要建基於以下理論之上：
- 罪論

奧古斯丁的政治神學的前設乃建基於亞當的墮落與罪的遺傳。奧氏指出人類自始祖亞當堕落後，遺傳了亞當的原罪，從此失去了離開罪惡，追求公義良善的自由，唯有依靠上帝的恩典及其在人心中的工作，才能追求良善的生活 。奧古斯丁關於人類墮落的前設直接影響到其對國家實踐公義的觀點。
- 公義、人民與共和

奧古斯丁的國家觀念以上帝的公義作為基礎，其對對國家與人民關係的理解受到了西塞羅的啟發。在《上帝之城》中，奧古斯丁採納了西塞羅《論共和國》的觀點，將羅馬共和國下的人民定義為：一個在群體利益的大前提下以共同承認的權利連繫在一起的群體 ，而公義是作為追求和體現群體利益（西塞羅稱之為人民的「幸福」）的條件。沒有真正的公義，群體便會失去共同承認的權利，共和國與人民亦隨之名存實亡 。因此共和體制的存在意義是維持公義，防止不守法的人對他人構成危害 ，讓群體中的每一個人也能獲得其應得的 。
奧古斯丁的政治神學貫切於其對罪論和公義的理解上。奧氏認為真正的公義在於實踐上帝的律法，但基於人本性的敗壞，人除非順服上帝，讓上帝管理他們的肉身和靈魂，才有能力施行公義 。奧古斯丁提倡的公義，關鍵不在乎
政治體制，仍在乎人心靈的轉化，讓社會的焦點重新回到教會在宣揚上帝拯救人脫離罪惡、教導聖經和上帝律法的職能上。
- 教會與政權

奧古斯丁並不反對政治體制，其建基於羅馬書十三章的神學觀念支持人間政權的合法性源自上帝，除非國家官員的指令違反上帝的律法，否則人民理應服從 。然而奧氏並不期望國家體政能實踐基督教的公義，甚至質疑國家維持最低限度的和平的功能。當西羅馬政權加速崩澮的時候，奧古斯丁帶領教會脫離對國家體制的依賴 。儘管如此，奧古斯丁仍然在其在任希坡主教其間運用影響力，呼籲將基督教的公義精神注入當時刑法的公義精神之中 。奧氏其中一個重要貢獻，在於其於教會中設立主教會議（Episcopal Councils），回應當前社會面對的各種（包括涉及公義方面）的問題 。
- 愛與和平

奧古斯丁社會倫理觀以愛與和平為基礎，這主要是建基於兩個基督教的核心價：「愛上帝」及「愛鄰舍」之上。 　這種對愛的重視，跟其視愛為教會標記的論述和教導基本上是一致的，而其在《上帝之城》一書中，亦以「愛」取代了西塞羅主張的「法律」作為使群體結合的源頭 。
奧古斯丁對於支配及軍事行動的否定，見於其在《上帝之城》中關於產生和平的方法的論述 。他指出暴力只能帶來短暫的和平和益處，唯有以上帝的愛將人連繫，才能帶來永恒的和平和幸福。在就任北非希坡主教其間，奧古斯丁一方面根據聖經羅馬書十三章保羅的教導，主張順服執政者，一方面主張以公義、愛、憐憫和寬恕仇敵等能度面對政權的不公義，如效法耶穌基督和聖羅倫斯採取非暴力的抗爭 。他認為非暴力抗爭比暴力抗爭來得有效，同時能帶來更高層次的公義，以及比政治和軍事手段獲得更高層次的益處。
奧古斯丁主張愛與和平的政治神學並不限於對當權者的寬恕，也見於貫切於對迫害天主教的異見人士的身上，在任希坡主教其間，奧古斯丁曾至函當時希坡和迦太基的羅馬官長多納圖斯 (Donatus)，乞求後者免去犯下殺害天主教徒的多納徒派追隨者（Dontatists）的死刑，甚至威脅發動天主教徒杯葛皇室設立的特別法庭，同時主張天主教徒以合法手段抵抗多納徒派的迫害。縱然奧古斯丁曾經遭遇多納徒派的暗殺，亦目睹手下的神職人員遇害認為處決多納徒派追隨者只讓他們成為多納徒派的烈士，從而鼓動更多對天主教徒的迫害 。

### 加爾文的政治神學
政治神學在加爾文的年代的發展仍屬初期，但加爾文在「基督教要義」第四卷二十章中亦曾談及政府。他的觀點以現代民主體制的觀點來看是比較保守，因為當時仍是君主政制主導的時代，人民幾乎全無政治權利。加爾文對政治的看法是建基於「兩個國度」的觀點。「兩個國度」是指「屬靈的國度」和「屬世的國度」，這是將人的生活分為「屬靈」和「屬世」的層面。這兩個層面並不是以「對立」的方式存在，他們是橫向平行二分的，一個是指內在的世界，而另一個是指外現的世界。
加爾文並不認為二者之中有好與壞的分別，他認為這是兩個「不同」，而非對立的國度。兩者的分別就像是“身體與靈魂的區別，今生和永生的人的分別”兩個國度只是生活領域上的不同。而地上政府是屬於「屬世的國度」，加爾文認為雖然它雖與「屬靈的國度」不同，但不應看地上的政府為敗壞的，也不應看屬世的一切都是不好的，與基督徒無關，可以不用理會。信徒亦不能在屬世的國度中為所慾為。因為加爾文認為政府是為信徒活在世上時而設立的，它的功能有：維持對神的外表祟拜、保存純正的教義、維護教會的組織、維持治安、並以國家法律約束人的行為而達至社會和睦。加爾文認為宗教的事，不宜制定法律來約束它，相反應以法律制止一些會破壞或影響教會的事情。
雖然這兩個國度之間是有分別的，但卻是必須一起考慮的，因為根據加爾文的講法“在單獨考慮屬世的國度的人們當中，若非野蠻狂妄的破壞者，就是高舉君權的逢迎者。”換句話說，不將兩個國度一起考慮的人，有可能會破壞世上的政權，亦有可能以世上的政權為上帝。

#### 政治主張
加爾文認為政體可分為三種：
1. 君主政體－一人掌權，可能是一位君王、公爵或其他人
2. 貴族政體－由國中的主要人物掌權
3. 民主政體－平民政治，由全體民眾掌權

他認為每一個政體都有它的缺點，例如，君主政體容易變成獨裁政治，貴族政體亦會變為寡頭政治，而民主政體也易轉為叛亂。加爾文認為貴族政治和民主政體的混合會比其他政體更的形態更佳，因為人有很多的罪和缺點，需要透過集體統治的方式，互相幫助、監察、教導和勸勉。加爾文認為這樣的政體是神為以色列人而設立的，這是最順利的政府。

#### 政治神學的應用
戰爭
- 在戰爭這個議題上，加爾文並不是一位和平主義者。他認為當有人破壞社會和公眾的利益時，政府需要為民除害，若是為了這個目的而產生的戰爭是合法的。因為“神給他們（政府）權柄，是要保守自己國度的和平，譬如勒住一切妨礙治安的人、幫助被壓迫的人、懲罰罪行．．．他們既然為國家的法律辯護，就應當懲罰一切敗壞法律的人。”[24]在這個層面上而言，相信這是加爾文認為戰爭合乎聖經的原因。但同時他卻認為統治者應當謹慎，免得放縱自己暴力的心。除非作戰是完全必要的事，否則任何國家要可輕率與自己的仇敵作戰。[24]
- 納稅

加爾文同意政府向人民徵稅，他認為這是「合乎真道」的。因為稅收是用來支付政府的開支；同時，政府人員亦可以利用稅收來華麗地裝飾自己的住處，因為他們房子與尊榮的職分應當相稱。“聖經記載了大衛、希西家、約西亞、約沙法、約瑟和但以理以及其他聖潔的君王，也花費了不少錢在自己身上，但這與他們的敬虔無關。”
- 法律

曾修讀法律的加爾文十分重視法律，他說“法律是國家政制的神經體系，或照西柔式的柏拉圖的說法，它乃是國家的靈魂。．．．我只要簡單提到，基督教的國家應有何種法律，才可算在神面前是敬虔的，而在人間算是公道的。”“他以「在上帝面前敬虔，在人面前為公義」為高的原則。”但加爾文卻反對將聖經的律法一概應用。若要考慮採納某一項聖經律法，需要了解那律法的性質，不可隨意採用，因為摩西所頒布神的律法，可以分為道德律、禮儀律和裁判律；禮儀律是有時代性的，裁判律亦有特定的文化背景。而加爾文比較傾向接受道德律，因為道德律的主要原則是「敬神愛人」，與他所堅持「在上帝面前敬虔，在人面前為公義」的原則一致。

#### 上帝主權與國家主權的關係
面對苦難，加爾文認為基督徒需有背十架的精神，“基督徒真應該如同生來便應擔當損害和斥責的，應忍受惡的人不義，欺詐，和恥笑的；不但如此，而且他們在一切邪惡之下也都當忍耐；那就是說，他們心中寧靜泰然，在忍受一種磨難後，準備再受磨難，一生只希望永遠背負十架。同時他們要替那咒詛他們的人祈禱，祝福，對那傷害他們的行善（太五４４），努力達到他們哩一的勝利，即是『以善勝惡』（羅十二２１）”基督徒一方面在忍耐，而另一方面卻會努力訴諸於法律以取得公道。
而對於政府的權柄，在個人的層面，加爾文認為神的，是要信徒不僅順服以正直誠信來治理的君王，亦應順服不盡責的政府。他在「基督教要義」裏解釋“．．．不義的君王是神忿怒對世人所施的審判．．．。”　信徒應當謹慎，不要輕視長官的權威，因為他們的權威是神所設立的，縱然掌握這政權是一群不義的人，信徒亦需要尊重他們。神所交托給信徒的是服從和忍受的命令，而糾正暴政是神所施行的，衪卻沒有將這個責任交給我們。　但在群體的層面，加爾文卻認為議會需要使用職權反對殘暴的君王施行虐政，因為他們的職權是從神而來，而職責是保障人民的自由，若他們看到政府的缺失和腐敗時，卻默言不語，就是不信不義。加爾文提醒了「平衡」的重要性，當遇見不義的事時，不要立刻判定，「我」是最公義的，從背十架的角度來看，可能上帝以這些若難在教育信徒。
再者，在順從屬世國度的政權，加爾文認為是有條件的，第一，眾人先應當只聽從上帝；第二，只有順從上帝的前提下服從統治者；第三，如果統治者的命令違反上帝的命令時，可以置之不理。

### 尼布爾的政治神學

#### 生平簡介
美國二十世紀最著名的公共神學家尼布爾對當代神學倫理學、國際政治領域和政治哲學產生了重大影響，在當代神學家中很少有人能夠企及。一九四八年尼布爾被選為美國《時代》雜誌二十五周年封面人物;一九五八年他被評為美國藝術人文科學院院士。一九六六年，美國副總統韓弗理在慶祝尼布爾等人創辦的《基督教與危機》(Christianity and Crisis)二十五周年創刊紀念日上發言說，尼布爾的穩健的現實主義自從三十年代起就對美國的思想界和政治界產生了巨大影響，這一影響到了六十年代達到頂峰。韓弗理指出，尼布爾是一位改革者、一位先知，但是從來也不是一位十字軍聖戰者。一九六四年尼布爾被授予「杰出貢獻總統自由勳章」。哈佛大學、耶魯大學、普林斯頓大學先後授予他榮譽博士學位。《生活》雜誌在一九九〇年把尼布爾評選為「二十世紀最重要的一百位美國人之一」。

#### 政治神學
根據麥健( Dennis McCann )的意見，在尼布爾的政治神學思想中，對馬克思主義的評估經歷了三個階段的轉變:（一）早期的尼布爾——一位馴服了的憤世嫉俗者( tamed cynic 1927-37 ) ; (二)成熟期的尼布爾——一位基督徒現實主義者( realist 1937-52) ;反省期的尼布爾——一位基督徒實用主義者( pragmatist 1952-65 )。這三個階段的分水嶺，主要以兩本尼布爾的著作為為界線;它們分別是《悲劇以外》( Beyond Tragedy, 1937 )及《美國歷史的嘲諷》( The Irony of American History1952 )。其中，尼布爾的政治現實主義思想備受當代的關注和研究。
對尼布爾來說，政治或倫理層面上的「現實主義」，乃指其取向「正視社會政治形勢上一切敵對現存規範的因素」，尤其是關於於自利傾向及權力的因素。相對而言，「理想主義」較為著重謹守倫理規範和理想，而較少妙處理個人自利傾向向或集體自利傾向等問題。尼布爾認為理想主義的特點，在於其取向「漠視生命中那些跟理想和規範為敵的力量」。他為現實主義所下的定義，顯示了他對理想主義的批評:「理想主義者往往對社會現實充滿錯誤的幻想。」尼布爾在他最後的著作《人的本性和他的社會》Man’s Nature and His Communities ( 1966 )中追憶說:「我的反應頗為激烈，有時甚至流於過分，主要是針對烏托邦主義，亦即是世界大衰退及二次大戰前，在基督教中產階級文化中那些純屬空中樓閣的理想和傾向個人主義的特性。」
尼布爾在另一本著作《基督教倫理釋義》( An Interpretation of Christian Ethics,1935 )中，界定政治為「如何對人類利益衝突所導致的混亂局面作出強制，使之可成為較有秩序的狀態，給人類提供達成互相扶持的最大機會」。他認為政治經濟的問題，亦即是公義的問題。可是世上的政治權力都陷於罪惡之中，根本不可能在本國中或國與國之間建立完美和諧的關係。人間能夠有的最完美社會，並不在於一些理想化的構思，而是由於權力保持均衡所致。由此可見，政治把社會倫理轉變為妥協性的倫理。要說明這一點，必須進一步探討尼布爾對人、罪、愛和公義等觀念的體認，以及這些體認與政治的關係。
人的本質
尼布爾指出人的自我主義( egoism)、傲慢，及國家與階級的虛假，往往以社會演進和激烈的烏托邦夢想為反對自由信念的藉口。人的集體行為與國家生活常常賦予人一個錯誤的幻想，自以為人能夠超越個人的有限性，而達到不朽和永恆。聖經肯定人乃根據上帝的形像被造，是要把人的意志和上帝的位格連繫起來，而並非強調人的自主理性。這樣，在尼布爾看來，人因為是天父的兒女，其尊嚴價值遂得以肯定;而另一方面人的罪惡並不由於人的有限性，乃在於人的驕傲使他拒絕接納其極限。人的自由使他具有無窮的創造力，亦同時使他隱伏看強大的破壞力和危險性。因此，人的尊貴和痛苦均出於同一根源: 這洞見是任何政治現實主義的基礎，按這種主義的看法，俗世政治理論一不論是自由主義者或是馬克思主義者一都有其缺點。這是對民主制度更有力的支持，遠勝自由派或極端人士對人惟不切實際的情懷。
罪的本質
尼布爾有一句經常被引用的話:「人對公義的能耐使民主變得可能，但人對不公義的傾向使民主變得必要。」尼布爾認為原罪的結果便是人類的驕傲與慾望。對尼布爾來說，群體和機構的驕傲並不比個人的驕傲遜色，只不過他們的驕傲過於複雜，以致令人難於辨認。尼布爾把這些驕傲稱為「集體自我主義」( collective egotism)，有別於個人自我主義，並且指出他們此後者更具持久力，更容易把自己的目的合理化，好像種族主義、國家主義、階級偏見等，都是明顯的例子。論到集體自我主義與政治公義的問題，尼布爾肯定地說：我們要以實際的態度去面對集團和政府的每個設施，認識到它們只是被所謂基督教或世俗法律所美化了。事實上，它們並不是神聖不可侵犯的，他們都會敗壞，而取代它們的設施也同樣會敗壞。尼布爾跟奧古斯丁一樣，在處理政治問題上，正視了個人和整體自我主義的勢力和持久力，並且尋求建立一個在人類罪性的處境下，最可以容忍的和平公義模式。
愛與公義
尼布爾指出:人間的互愛( eros )往往不完全，因為「人從一己立場出發，並為個人幸福看想，來建立人與人之間的關係，這往往使互愛無從發展。」基督教所言的愛卻是自我犧牲的愛( agape)，這種愛能補互愛的不足，因為「若缺乏了無私之愛的成分，每一種互愛都會淪為計算彼此利益的情況，而每一次的計算，最終總會使人不滿雙方施與愛的比例並非完全相等。」而對尼布爾來說，基督的捨生與受死，正代表了神聖無私的愛，同時成為人的模範，展示了這種和上帝旨意吻合的捨己之愛。而這正是歷史上「不可能的可能性」(impossible possibility )。再者，互愛是著眼於今生、囿限於歷史範疇的，只關乎人與人之間在有可選擇的情況之下諧協;犧牲之愛則是人心靈跟神的諧協，超越了罪性和歷史的極限。 正因如此，基督教信仰具「終末性」(eschatological), 有「非今世」( otherworldliness )色彩，我們不能試圖把各層面涵括於歷史進程之內，而抹煞這色彩。尼布爾總結說:「也許這便是基督教智慧的成果，很早便發覺人類任何的努力都殘缺不全，任何的德性都沾上自利的腐敗。」他補充說，奧古斯丁將「愛上帝」和「愛自己」加以區分，以此為上帝之城和地上之城的分別，可是奧古斯丁描繪兩個城市皆同時存在同一世界之內時，卻忽略了這並不因為兩種居民同住一起，而是由於每個心靈中都存在看「愛別人」和「愛自己」的矛盾：從政治分析的層面來看，這是特別需要認識的事實。因為即使個人如何獻出自己，這並不保證他不會有份於某種形式的集體自利主義。

### 莫特曼的政治神學
在莫特曼而言，神學與政治是分不開的。他並非以抽離神學的方式思考政治，反之他卻是深入地鑽研神學，並在其中尋索、思考何謂政治。 他認為並沒有「非政治的神學」及「非政治的教會」，而恆常的及批判的「政治性實踐」正是神學與教會應有的形態與功能。
莫特曼的神學著作與主題
| 時間 | 著作                                  | 主題           |
| 1964 | 《盼望神學》                          | 終末論         |
| 1995 | 《上帝的來臨》                        | 終末論         |
| 1972 | 《被釘十字架的耶穌》                  | 基督論         |
| 1989 | 《耶穌基督的道路》                    | 基督論         |
| 1975 | 《聖靈大能中的教會》                  | 教會論、聖靈論 |
| 1985 | 《創造中的上帝》                      | 創造論、聖靈論 |
| 1991 | 《生命的靈》                          | 聖靈論         |
| 1980 | 《三一上帝與上帝國》                  | 三一論         |
| 1999 | 《神學思考經驗─基督教神學方法與形式》 | 神學方法論     |

莫特曼的神學著作可被看為二個主題部分：(1) 三部曲，(2) 彌賽亞系列。三部曲分別是《盼望神學》、《被釘十字架的耶穌》及《聖靈大能中的教會》，三部曲之內實有遞進的關係─「從復活節與盼望，走到受難節與受苦，再走到五旬節與聖靈。」
| 《盼望神學》 | 信徒持守盼望 | -> | 信徒受苦 |
|              | (終末的盼望) |    | (十字架) |

| 《被釘十字架的耶穌》 | 耶穌基督的受苦 | -> | 耶穌基督的復活 |
|                      | (十字架)       | -> | (愛)           |

| 《聖靈大能中的教會》 | 教會在聖靈的能力下的信仰實踐 |
|                      | (盼望與愛的實踐)             |

「彌賽亞系列」包括《上帝的來臨》、《耶穌基督的道路》、《創造中的上帝》、《生命的靈》和《創造中的上帝》。「三部曲」及「彌賽亞系列」都具有某向度的政治性，「三部曲」可被看為「彌賽亞系列」的預備性的神學作品；前者為莫特曼整套神學設了取向、架構及基礎觀念，而後者則在已有的取向及架構之下仔細探討的基督教各範疇的教義。莫特曼由《三一上帝與上帝國》此著作開始寫有關現實的問題，他在經歷覺醒中認識上帝，從而產生對社會政治議題的思考與想法。

#### 莫特曼的歷史處境 ─ 絕望到盼望
1927年，莫特曼生於德國，青年時期正值第二次世界大戰，德軍投降的前一年，他剛滿十八歲被徵召入伍參戰。1943年，他於漢堡內城親歷盟軍的轟炸機帶來整個城市嚴重的摧毀。對他來說，這不僅是建築物的倒塌，更是德國的文化、文化，及個人的生命陷入了崩潰破裂及瓦解的地步。1944年，他更先後被囚於比利時、蘇格蘭和英格蘭的集中營，他身旁佈滿許多從心靈到肉身都全然崩潰，並對一切都失去盼望的囚友。在如此悲慘的經歷中，獲贈的新約聖經中附錄的「詩篇」帶給莫特曼深切的信仰體驗，而信仰不單使他的靈性甦醒，更把他從絕望與放棄中拯救出來。1948年，莫特曼終被釋放，隨即返回德國開展他神學研究的生涯，為要了解那他在絕望中叫他能不至放棄、存有盼望的動力。

#### 盼望神學的含蘊
《盼望神學》主張基督教神學以「歷史」的向度論述上帝，以「終末」的向度來論及歷史。基督教的「終末論」並不是指「時間性的將來」，也不是指「非時間性的永恒」，而是基於被釘十字架的耶穌的復活而產生出來的盼望，這是對新創造的盼望。首先，莫特曼認為基督事件不僅是舊約歷史應許的實現而已，而是終末論所談到耶穌基督及祂的將來；此外，基督事件帶來的應許除了指基督的將來，更是指向普世的將來。因此，基督事件對那被造的世界的終局具有連帶的影響力。
《盼望神學》中的上帝並非到世界的終末的將來才臨到受造物之中，祂乃是以十架的方式活在苦難、黑暗的現世之中。莫特曼認為「耶穌的復活」是上帝在歷史中最高峰的歷史作為，表示上帝會能「從無造有」；「耶穌的復活」也指向世界上一切受造物的終末結局，表示上帝能使受造物「從舊造新」。這正是歷史事件所指的「終末應許」。莫特曼以「終末應許」來解釋「十架與復活的辯證事件」。「十架」與「復活」是全然對立與矛盾的，而耶穌就是那個兼容兩個完全矛盾性質的個體，上帝能藉著被釘十架的耶穌的復活在完全的斷裂、破碎之中延續新的創造。由於基督事件帶來的應許普世性的，因此耶穌基督的復活也不單否定自身所遭遇的死亡，也否定整個世界所遭遇的死亡，並且在一個負面質素的狀況中創造出新的將來，而這新的將來同樣否定當下所面對的負面質素。因此，即使在當下邪惡的世界中，因著耶穌基督的死亡與復活，人可以看見盼望。

#### 盼望神學的處境實踐
《盼望神學》的主張是追求上帝的應許落實於歷史實況當中，因此基督徒要對世界的將來存有盼望，並意識到當下的世界與該到達及將要到達的境界所存的差距而付諸行動。基督徒該透過批判現狀，積極地朝向所應許的盼望進發，期望神國的降臨能發生。「革命性的政治實踐」，就是基徒督敢於揭露當下所存在的邪惡，並促使基督群體從妥協中釋放出來，向現世的邪惡勢力全力作出批判及對抗。

## 另見
- 基督教共产主义
- 基督教民主主义
- 基督教左派
- 基督教右派
- 社會福音運動
- 文化使命（英语：Cultural mandate）
- 伊斯兰教与政治
- 政治倫理學（英语：Political ethics）
- 宗教的政治科學（英语：Political science of religion）
- 神律（英语：Theonomy）